# 菲尔·贝克
菲利普·乔治·杰弗里斯·贝克（英語：Philip George Jeffreys Baker，1975年9月8日—），英国男子赛艇运动员。他曾代表英国参加世界赛艇锦标赛，获得三枚银牌。